# Josep Masats Safont
Josep Masats Safont (Sant Fost de Campsentelles, Vallès Oriental, 24 de juny de 1953) és un poeta català, llicenciat en Filosofia (UB) i Diplomat en Llengua Catalana (UAB). "Escriu/ estalviant/ la tinta", tal com diu en un haiku. Fa aquesta i d'altres formes poètiques. Referint-se als haikus, Joaquim Molas escriu: "El poeta, contra les trompetes de la retòrica imperant, la literària inclosa, opta,si no pel grau zero, per la forma sintètica del haiku, en general, per la clàssica del 4-6-4 de Bashoo, que sotmet, com ja és habitual en la tradició japonesa més recent, a tota mena de variacions, si bé mantenint sempre la d'un sandvitx de vers llarg entre dos de curts, a vegades, amb l'afegitó d'una consonància més o menys perduda. Per definició cada haiku respon d'ell mateix, però, més d'un cop, s'encadenen els uns amb els altres i constitueixen petites sèries monogràfiques de tipus líric o filosòfic". (Pròleg a "Fragments de vidre". Vic: Emboscall, 2008).
Antoni Isarch Borja escriu: "Josep Masats, format en una concepció moderna de la literatura, tendeix a buscar la coherència i el sentit lògic entre les parts i els textos que formen "El penjat"... Aquest marc referencial tendeix a unificar els poemes, que poden llegir-se com "notes preses en un dietari" (Rafart 2005), en un itinerari biogràfic. Els temes predominants del llibre perfilen un fresc de la vida humana, la del "penjat".
Hi trobem el record com a via de construcció de la pròpia personalitat ("Potser m'invento/ records que em fan de vida/ per sobreviure", p. 14); la infantesa com a paradís perdut ("Cavall de fira/ giravontant m'estires/ un fil de vida", p. 28); la mort com un element quotidià i no traumàtic ("Mentre pesa figues/ deixa somnis als seus morts/ per si hi van a viure", p.32); sentiments humans essencials, com l'amor i l'amistat ("Pobre descregut,/ no pots evitar la fe/ en passions i amics", p. 42), i fins algunes incursions de delicada sensualitat ("Cargolet que fuig/ del seu pubis d'or, dibuixa/ l'illa del Tresor", p. 41). La simplicitat només és aparent. La profunditat que hi ateny Masats és certament destacable, com en aquest exemple:
No em puc morir,
deixeu-me tornar aire
del vell molí.
(p. 35)

Antoni Isarch Borja "Dins l'instant infinit. Josep Masats i la poesia".
Centre d'Estudis Molletans-Ajuntament de Mollet del Vallès.
Col·lecció Vicenç Plantada, vol. 14. 2022.

## Obra
Llibres de poesia:
- Cafè de l'Òpera de Barcelona . (català, espanyol i anglès). Inclou, també, poesies de Joan Margarit i fotografies d'Albert Winterhalder. Barcelona: Editorial Mediterrània, 2002.
- El penjat. Premi Margarita Wirsing. Vic: Emboscall, 2004.
- Llenguatges de colors . (Català, espanyol i anglès). Aquarel·les de Jaume Xicola. Mollet del Vallès: Masats Editor, 2006.
- Fragments de vidre. Pròleg de Joaquim Molas. Vic: Emboscall, 2008.
- El gall de la teulada. Tordera: Emboscall, 2014.
- "El melic del Buda". Barcelona, Jesús Aumatell, ed. 2022.
- "gata.cat" Premi Recull 2023. Edició: primeria 2024.

Assaig:
- Els murals de la Casa-Museu Abelló.(català i espanyol).Barcelona: I.G. Viladot, 1991.
- Mollet del Vallès. Panoràmica. (Català, espanyol i anglès). (Capítol dedicat a l'art). Barcelona: Viena Edicions, 2007.

Biografia:
- Joan Abelló.(català i espanyol). Fotografies de Joan Iriarte i Ibarz. Barcelona: Àmbit Serveis Editorials, 1989.
- Les arrels d'Abelló. Barcelona: Editorial Mediterrània, 2001.
- Mercè Rodoreda: ficció i vida des del jardí, dins de: Mercè Rodoreda. Entrevistes. Barcelona: Fundació Mercè Rodoreda, 2013.
- Salvador Espriu: entrevista, dins d'Obres Completes, edició crítica 1995: Enquestes i entrevistes II (1974-1985). Barcelona. Edicions 62.1995.

Narrativa per a joves:
- El nostre amic extraterrestre. Dibuixos de Lluís Pérez Igualada. València: Tabarca Llibres, 1992.
- Un visitant espacial. Dibuixos de Vicent Alemany.València: Tabarca Llibres, 1992.